# Пастурель
Пастуре́ль (фр. pastourelle) — разновидность кансоны, повествовательная песня о встрече лирического героя (как правило, рыцаря) с пастушкой (pastoure) и его заигрываниях, часто прерываемых агрессивным вмешательством друга пастушки.
Первый провансальский образец пастурели — L’autrier jost’ una sebissa трубадура Маркабрю — относится к первой половине XII века, позже она распространилась во Франции. Существовала до конца XIV века (например, у Фруассара). Известна одна драматизация пастурели, «Игра о Робене и Марион» Адама де ла Аля.
В лирике галисийско-португальских трубадуров этот жанр использовался редко. Паштурела (порт. pastorela) галисийского трубадура Жоана Айраса из Сантьяго представляет один из прекраснейших примеров поэтического искусства галисийско-португальской трубадурской школы XIII—XIII веков. Три песни этого жанра создал португальский «король-трубадур» Диниш I. В «Песеннике Национальной библиотеки» авторская рубрика галисийского трубадура Айраса Нунеса начинается с паштурелы Oí hoj’eu ũa pastor cantar (B 868/869/870), в которой поэт в конце каждой строфы цитировал рефрены четырёх кантиг о друге других авторов. Из них пока удалось установить оригиналы галисийского трубадура Нуно Фернандеса Торнеола (Nuno Fernandez Torneol) и португальского жонглёра Жуана Зорру (Joan Zorro).
Ещё в начале XX века её пытались возвести к латинской пасторали, однако сейчас автохтонное происхождение можно считать твёрдо установленным, хотя вряд ли оно фольклорное, как предполагали в XIX веке; скорее она возникла как юмористический дивертисмент к куртуазной песне и предназначенный для той же публики.